# Karl Altmann
Pour les articles homonymes, voir Altmann.
Karl Altmann, né en 1800 à Feuchtwangen et mort le 11 janvier 1861 à Munich, est un peintre allemand.

## Biographie
Fils de Joseph Altmann, il est né à Feuchtwangen et a grandi à Ansbach. Il étudie la peinture à Munich, puis à l'Académie des beaux-Arts de Dresde, il visite l'Italie et s'installe à Munich. On sait qu'il habite vers 1850 à Munich Lerchen Straße 43.
Les peintures à l'huile d'Altmann montrent des scènes de la vie alpine, des voleurs, des braconniers, des passeurs, des festivals folkloriques et d'autres sujets. Il peint aussi des natures mortes. Ses œuvres appartiennent à des collections nationales et internationales de galeries bien établies